# جدایی نژادی در ایالات متحده آمریکا

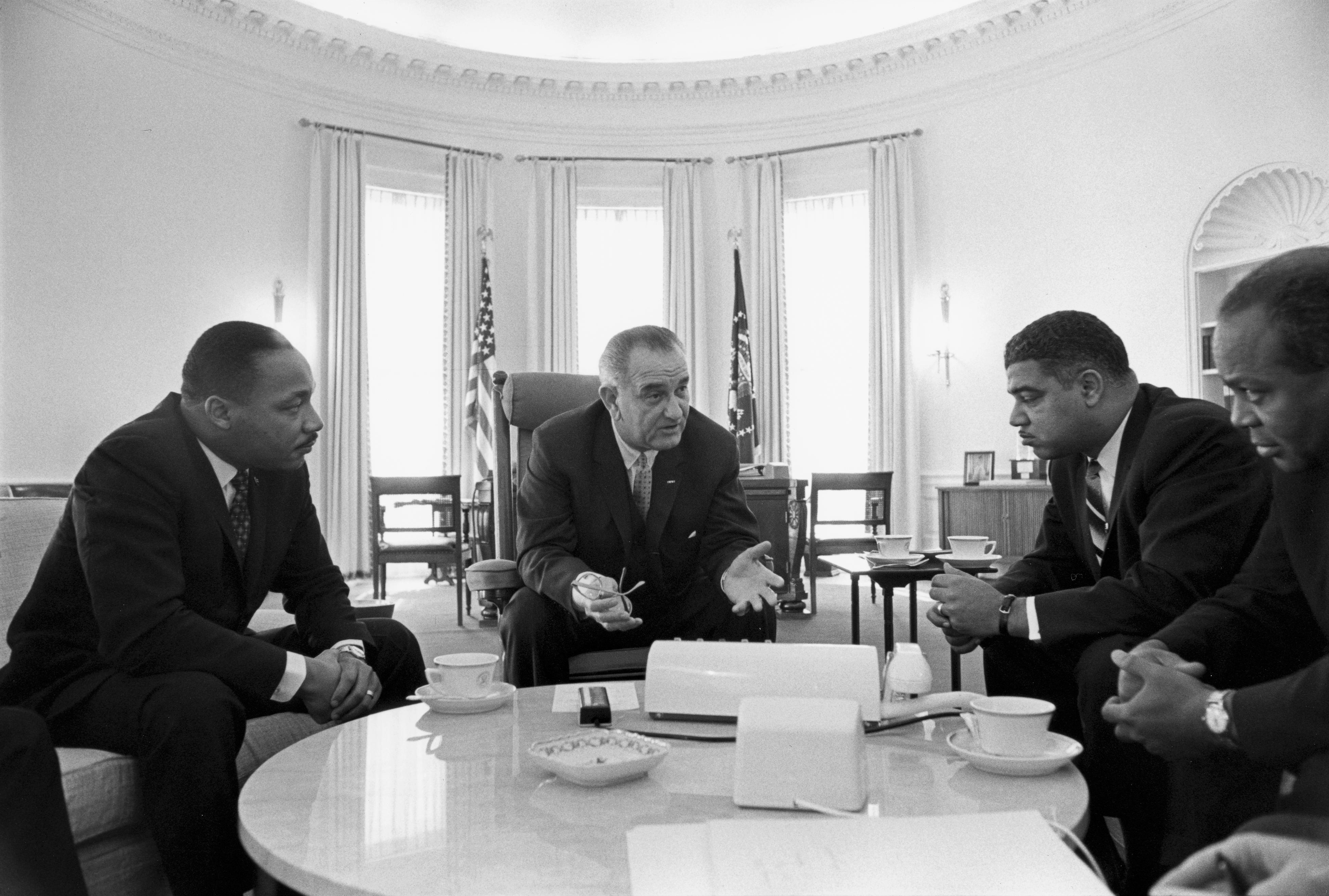
دیدار مارتین لوتر کینگ و لیندون جانسون (۳۶اُمین رئیس‌جمهور آمریکا) در کاخ سفید آمریکا.

جدایی نژادی در ایالات متحده آمریکا (به انگلیسی: Racial segregation in the United States) با نظام برده‌داری در سال‌های سده هفدهم میلادی آغاز شده و با تبعیض‌های نژادی آشکار و پنهان در تاریخ آمریکا، و تا عصر حاضر ادامه یافته‌است.

## تاریخچه
نخستین ساکنان اروپایی آمریکا، اسپانیایی‌ها بودند که قدم بر خاک فلوریدای کنونی گذاشتند. با آغاز سده هفدهم، انگلیسی‌ها در کرانه‌های شمالی، مکانی که اکنون نیوانگلند شناخته می‌شود، چندین شهر ساختند. بعدها این مناطق، مستعمرات سیزده‌گانه بریتانیا در سرزمین جدید را شکل دادند. در سرتاسر سده‌های ۱۷ و ۱۸ میلادی، ابتدا ماجراجویان اسپانیایی و انگلیسی راهی آمریکا شدند و پس از آنان شهروندان دیگر مناطق اروپا، ازجمله آلمانی‌ها، هلندی‌ها، سوئدی‌ها و ایرلندی‌ها، موج دوم مهاجران را به وجود آوردند.
تا زمانی که زمین حاصلخیز برای کشاورزی به میزان نامحدود در اختیار مهاجران بود، اختلافات نژادی میان ساکنان اولیه سرزمین آمریکا به چشم نمی‌خورد. هرچند که از همان روزهای نخست ورود اروپایی‌ها به سرزمین جدید، جنگ بی‌انتهایی میان تازه‌واردان و بومیان سرخ‌پوست درگرفت.
اختلاف اروپایی‌ها بعد از چند جنگ سرانجام با پیروزی نهایی بریتانیا بر فرانسه و اسپانیا در اواسط سده ۱۸ پایان یافت. مستعمرات سیزده‌گانه با ورود هزاران هزار انگلیسی روز به روز بزرگ‌تر می‌شدند. سرخ‌پوستان یا با جنگ یا با فریب از زمین‌های آبا و اجداد خود به درون قاره رانده می‌شدند. در جریان جنگ هفت ساله در اواسط سده ۱۸، فرانسه از کرانه شرقی رودخانه می‌سی‌س‌پی رانده و انگلیس مالک سرزمین وسیعی از اقیانوس اطلس تا رودخانه می‌سی‌س‌پی شد. بدین ترتیب تا یک سده بعد، مسئله‌ای به نام تعارض نژادی در این سرزمین دیده نمی‌شد. حتی نظام برده‌داری نیز تا اوایل اواسط سده نوزدهم در زمره تعارضات نژادی قرار نمی‌گرفت.

## نظام برده‌داری

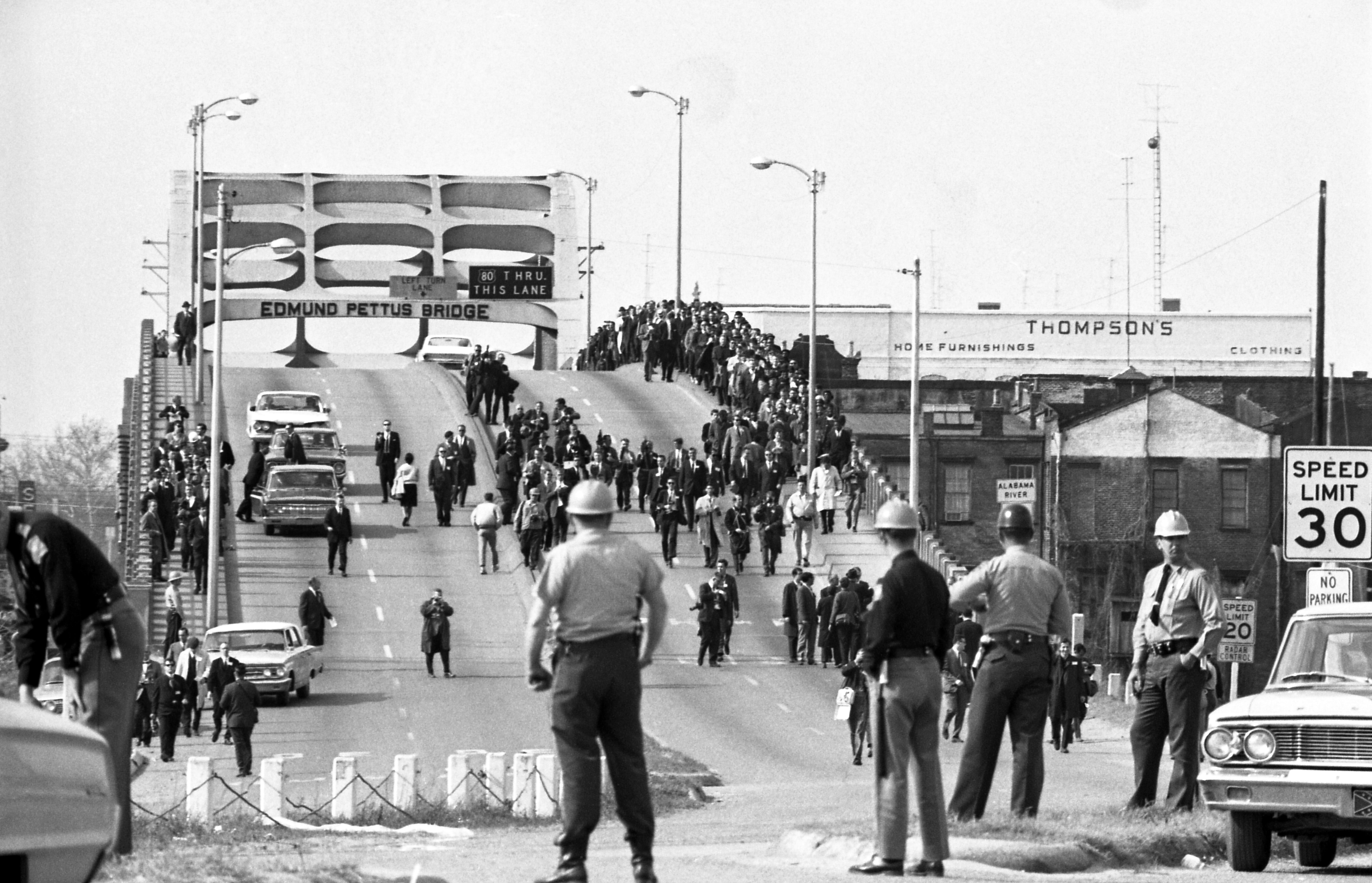
«یکشنبه سیاه» واقعه‌ای بود که در سال ۱۹۶۵ در آلاباما اتفاق افتاد.

هنگامی که «مسئله نژاد سیاه» با تعارضات اقتصادی نژاد سفید گره خورد، پدیده‌ای به نام «تعارضات نژادی» در جامعه آمریکا شکل گرفت که تاکنون نیز ادامه دارد. در این تعارضات اگرچه سیاهان موضوع اصلی بودند، اما هدف اصلی را تشکیل نمی‌دادند. به عبارت دیگر، به استثنای تعداد اندکی از روشنفکران و کشیشان نیوانگلندی که نظام برده داری را مغایر اخلاق اجتماعی و عدالت الهی تعبیر می‌کردند، دیگر مخالفان برده داری به دنبال اهداف و منافع اقتصادی بودند.
تفاوت زندگی اقتصادی شمال و جنوب آمریکا در نیمه نخست قرن نوزدهم، جامعه آمریکا را به دو گروه متخاصم تبدیل کرد. شمال به دلیل موقعیت خاص جغرافیایی خود هرگز نتوانست مزارع بزرگ و وسیع جنوب را به وجود آورد. درحالی‌که ثروت در جنوب حاصل میلیون‌ها هکتار زمین کشاورزی بود که صدها هزار برده سیاه‌پوست در بدترین شرایط انسانی به کشت توتون و پنبه مشغول بودند. شمالی‌های صنعت‌گر و تاجر، سیاهپوستان را افرادی دست و پاگیر و زائد تلقی می‌کردند. از آنجا که حرکت سریع تمدن غرب، برتری جامعه صنعتی بر جامعه کشاورزی را در سال‌های نخستین قرن ۱۹ به اثبات رسانده بود، اختلاف میان شمال صنعتی با جنوب کشاورزی سرانجام با یک جنگ خونین چهار ساله حل و فصل شد.

## آزادی سیاهپوستان
با پایان جنگ داخلی آمریکا و آزادی میلیون‌ها برده رهایی یافته از نظام برده داری، جامعه آمریکا وارد نبرد بی‌وقفه نژادی شد. در یک سوی این نبرد، سفیدپوستان جنوب بودند که در جریان جنگ داخلی، تمام ثروت و امتیازات اشرافی خود را از دست داده بودند و می‌بایست با بردگان سابق خود همانند انسان‌های برابر رفتار کنند. در سوی دیگر سیاهپوستان می‌خواستند حقوق تضییع شده خود و اجدادشان را در کوتاه‌ترین زمان ممکن طلب کنند. بدیهی است چنین فضای آشفته‌ای، رابطه میان نژاد سفید و سیاه را بیش از پیش تخریب کرد. برخی از بردگان سابق راه سرزمین‌های وسیع غرب را که هنوز به تصرف کامل در نیامده بود، در پیش گرفتند و زندگی جدیدی را برای خود و فرزندانشان به وجود آوردند. اما میلیون‌ها سیاه فقیر که هنوز به اربابان سابق خود وابسته بودند در جنوب باقی‌ماندند و با مشکلات عدیده از جمله فقر، بیکاری و نژادپرستی مواجه شدند.
دولت فدرال برای حل معضل برده‌داری، اصلاحیه سیزدهم قانون اساسی ایالات متحده آمریکا را در سال ۱۸۶۵ به تصویب رساند. براساس این اصلاحیه «بردگی و کار اجباری جز به عنوان مجازات جرمی که شخص، طبق مقررات به آن محکوم شده باشد، در ایالات متحده یا هر مکان دیگری در حوزه قضایی آنها» ممنوع شد. این قانون سه سال بعد با اعطای حق شهروندی به کلیه اتباع ایالات متحده آمریکا فارغ از نژاد و رنگ پوست بر اساس اصلاحیه چهاردهم قانون اساسی، تکمیل شد.

## عصر نو

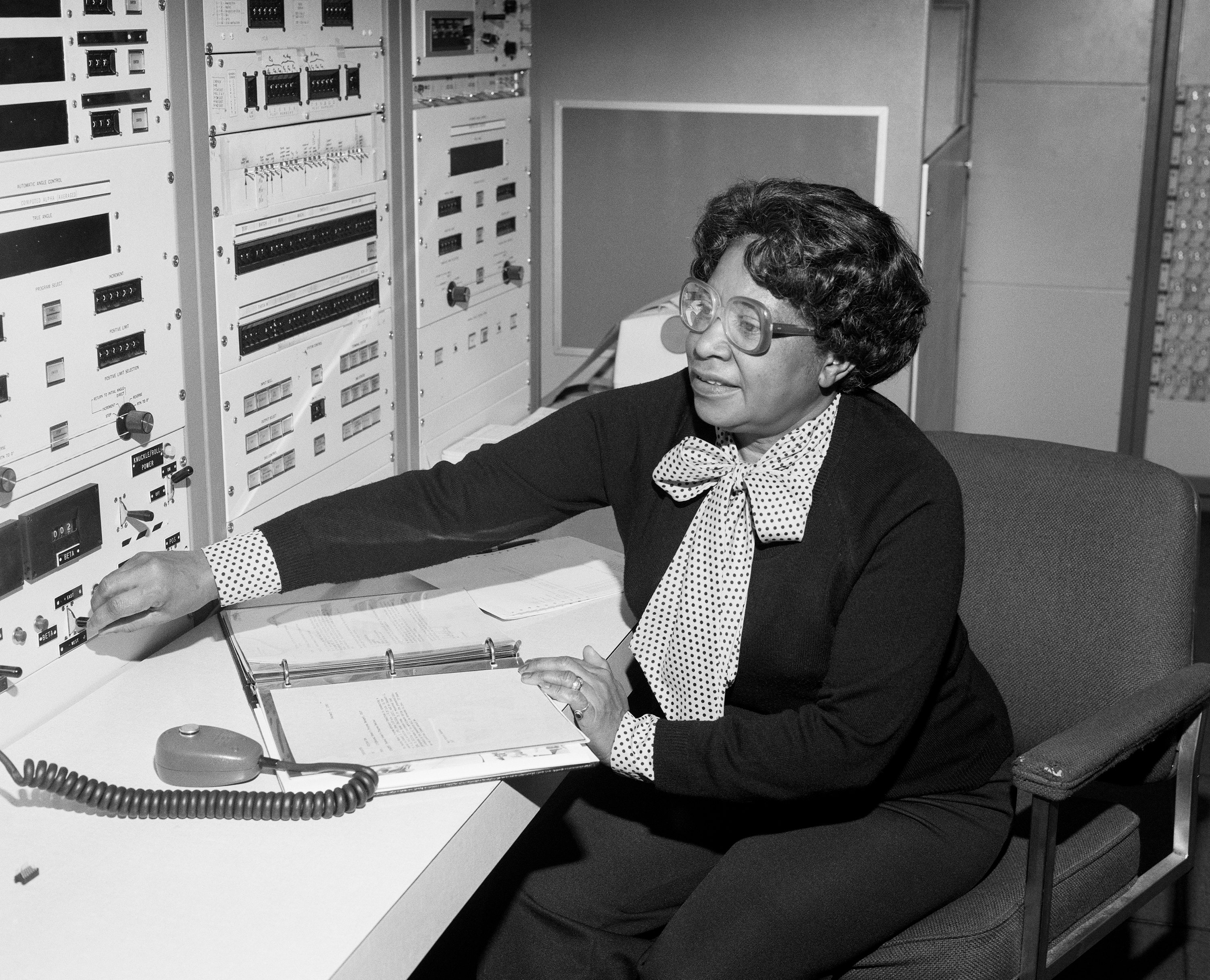
نگاره‌ای به‌تاریخ ۷ ژانویه ۱۹۸۰ میلادی، از ماری جکسون، ریاضی‌دان و مهندس هوافضا در حین کار در ناسا. وی در سال ۱۹۵۸ میلادی، با وجود تبعیض‌های نژادی آشکار و پنهان، به‌عنوان نخستین مهندس سیاه‌پوست آمریکایی به استخدام کمیته رایزنی ملی هوانوردی آمریکا درآمد.

تا یک قرن بعد، میلیون‌ها سیاهپوست آمریکایی در فقر و تنگدستی گرفتار بودند. بسیاری از کارفرمایان در جنوب علاقه‌ای نداشتند که سیاهان را به کار بگمارند. وضعیت تحصیلی و آموزشی سیاهان نیز در شرایط اسفناکی قرار داشت. تا زمان الغای برده داری، سواد خواندن و نوشتن برای برده‌ها جرم غیرقابل بخششی بود. بعد از الغای برده داری نیز سیاهپوستان فقیر قادر نبودند که کودکان خود را در مدارس ثبت نام نمایند. آن دسته از کودکان سیاه که از شانس بیشتری برخوردار بودند، مجبور بودند در مدارسی جدا از سفید پوستان تحصیل کنند. سیاهان در حالی با این مشکلات دست به گریبان بودند که گروهی از نژادپرستان متعصب سفیدپوست با تشکیل جوخه‌های مرگ به نام کوکلاکس کلان سیاهان را هدف حملات خود قرار می‌دادند. این افراد به بردگان سابق حمله می‌کردند، اموال ناچیزشان را غارت می‌کردند و به شکل دلخراشی آنان را به قتل می‌رساندند. شیوه شکنجه سیاهپوستان نیز به شکل «لینچ کردن» بود که آنان را قطعه قطعه یا زنده زنده می‌سوزاندند. این اقدامات ضد انسانیِ متعصبین سفیدپوست با بی‌تفاوتی حکومت فدرال، پلیس و دستگاه قضایی همراه بود.
تعارض نژادی میان سیاهان و سفیدپوستان در سال‌های پایانی قرن ۱۹ و اوایل قرن ۲۰ متأثر از رقابت‌های حزبی بود. حزب دموکرات ایالات متحده آمریکا که از ابتدا، جنوب برده داری را پایگاه اصلی خود قرار داده بود، همچنان از این نظام غیرعادلانه حمایت می‌کرد. این حزب برای دفاع از منافع کلان کشاورزان جنوب، حتی تا پای تجزیه ایالات متحده آمریکا نیز پیش رفت. شمال که توسط آبراهام لینکلن و حزب تازه تأسیس جمهوریخواه رهبری می‌شد، آزادی برده‌ها را به جنوب دموکرات تحمیل کرد. بدین ترتیب دو حزب بزرگ آمریکا، یکی در جایگاه حمایت از حقوق سیاهپوستان قرار گرفت و دیگری دفاع از شرایط پیش از جنگ را سرلوحه خود قرار داد.
البته این تقسیم‌بندی در اوایل قرن بیستم به شکل اساسی دگرگون شد. دموکرات‌ها که از حاکمیت مطلق ۴۰ ساله حزب جمهوریخواه ایالات متحده آمریکا به تنگ آمده بودند، به تدریج نفوذ خود را در ایالت‌های شمال شرقی، منطقه‌ای که روز به روز مهاجرین تازه‌ای را به خود جلب می‌کرد، افزایش دادند. مهاجرین، رنگین پوستان و قشرهای فرودست جامعه به دور دموکرات‌ها جمع شدند و این حزب که روزگاری سمبل نظام برده داری بود، برای کسب قدرت به حامی اصلی سیاه‌پوستان تبدیل شد. از آن زمان تاکنون دموکرات‌ها، حزب مدافع رنگین پوستان از جمله سیاهان، و حزب جمهوریخواه حزب سفید پوستان لقب گرفته‌اند.

## جنبش برابرخواهی

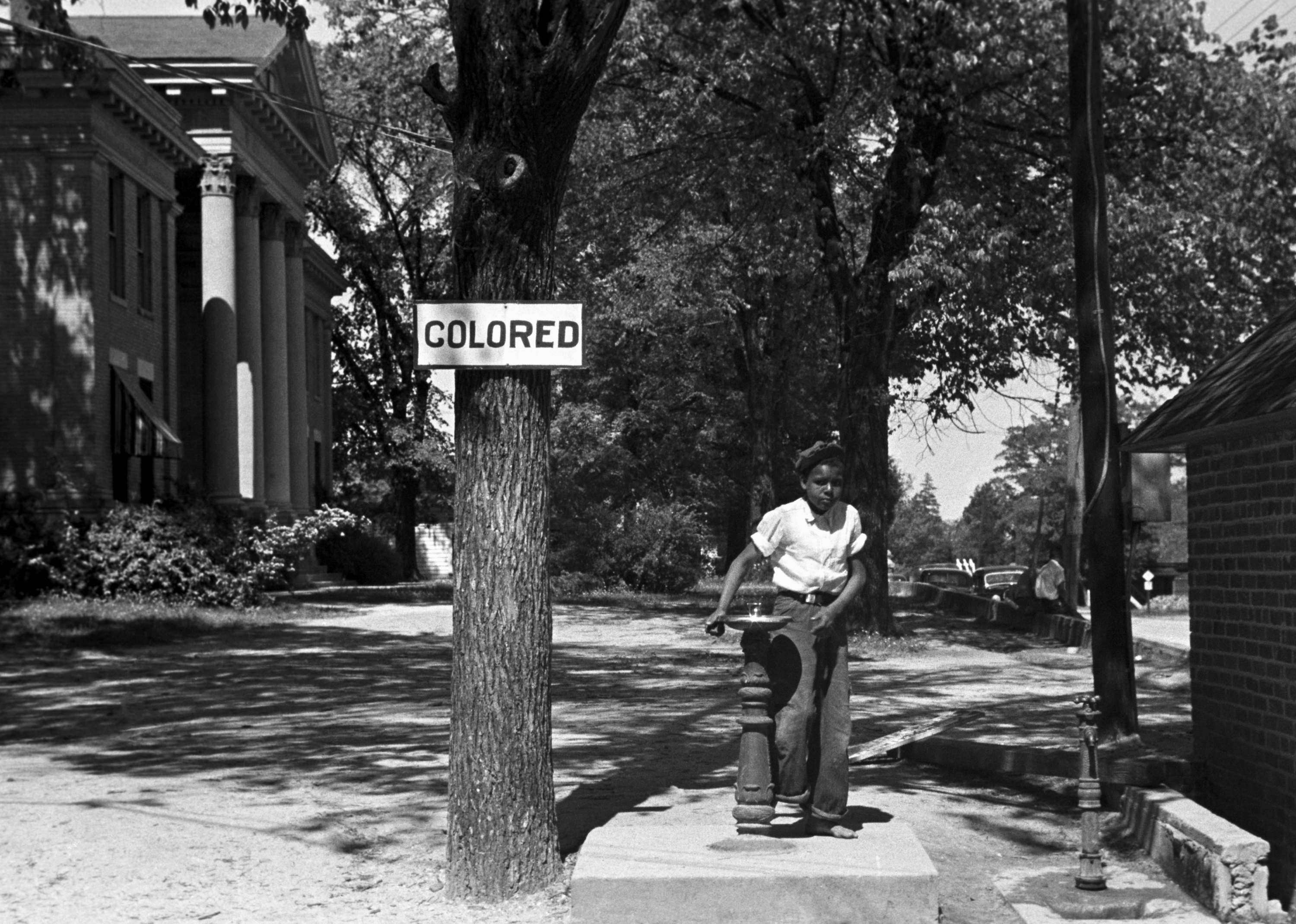
نگاره‌ای از یک پسربچهٔ سیاه‌پوست آمریکایی در سال ۱۹۳۸ میلادی، در کارولینای شمالی. در کنار آب‌خوری، نوشته شده‌است برای استفادهٔ «رنگین‌پوست‌ها» که اشاره‌ای آشکار به جداسازی نژادی در دوران جدایی نژادی در ایالات متحده آمریکا دارد.

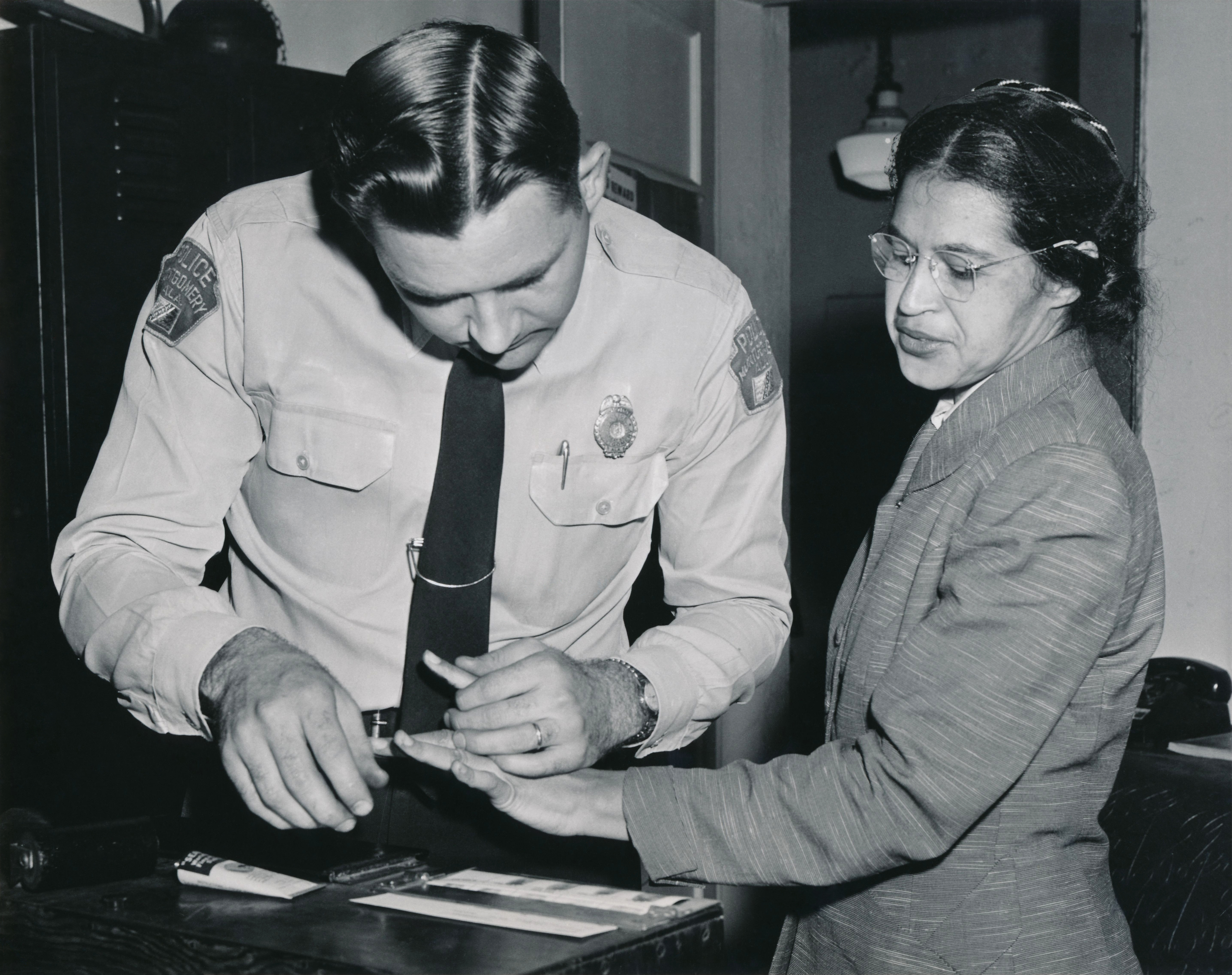
نگاره‌ای تاریخی از لحظهٔ انگشت‌نگاری شدن رُزا پارکس توسط یک افسر پلیس در مونتگُمِری، آلاباما به‌تاریخ ۲۲ فوریهٔ ۱۹۵۶ م. رُزا پارکس از کنشگران جنبش مدنی سیاه‌پوستان آمریکا بود که سرپیچی‌اش از قوانین مربوط به جداسازی سیاهپوستان از سفیدپوستان با خودداری کردن از دادن صندلی‌اش در اتوبوس به یک سفیدپوست، منجر به جریمه، بازداشت و محاکمه‌اش به اتهام «نافرمانی مدنی» شد. اقدام مبارزه‌آمیزش کارزار تحریم اتوبوس‌های مونتگمری را برافروخت، کارزاری که به یکی از عظیم‌ترین و موفق‌ترین جنبش‌های مردمی علیه تفکیک و تبعیض نژادی در تاریخ آمریکا تبدیل شد و مارتین لوتر کینگ جونیور را در پیشاپیش مبارزهٔ جنبش حقوق مدنی آمریکا قرار داد.

وقوع جنگ جهانی دوم و شرکت گسترده سیاهپوستان در دفاع از آزادی در مقابل فاشیسم، موقعیت این گروه نژادی را در تحولات داخلی آمریکا تغییر داد. اولین گام برای ارتقای موقعیت اجتماعی آنان، با ادغام واحدهای نظامی سیاهپوستان در دیگر واحدهای ارتش آمریکا در سال ۱۹۴۵ صورت گرفت. سپس دیوان عالی فدرال ایالات متحده آمریکا در سال ۱۹۵۴ که جمهوریخواهان در کاخ سفید حضور داشتند، با صدور حکم تاریخی براون در برابر هیئت آموزش جدایی نژادی در مدارس را غیرقانونی اعلام کرد. این حکم سیاهان را از یک تبعیض ناروای تاریخی نجات داد.
اما مقاومت در برابر ادغام نژادی در ایالت‌های سابقاً برده دار همچنان به شکل جدی ادامه داشت. سیاهان همچنان از ورود به اماکن مخصوص سفید پوستان از جمله باشگاه‌ها، رستوران‌ها و بارها محروم بودند. حتی در برخی از شهرهای جنوب، سیاهپوستان حق نداشتند بر روی صندلی مخصوص سفید پوستان در اتوبوس‌های عمومی بنشینند. اقدام خانم روزا پارکس در سال ۱۹۵۵ در شهر مونتگمری ایالت آلاباما روح تازه‌ای به مبارزات سیاهپوستان داد. پارکس در اقدامی شجاعانه، از بلند شدن از روی صندلی مخصوص سفید پوستان در یک اتوبوس عمومی خودداری کرد و توسط پلیس دستگیر شد. این اقدام، خشم سیاهان را شعله‌ور تر کرد. کشیش جوانی به نام مارتین لوتر کینگ یک تحریم چند ماهه را علیه سیستم حمل و نقل عمومی در ایالت آلاباما شکل داد. این اعتراض سپس به «جنبش حقوق مدنی» تبدیل شد. در سال ۱۹۶۰ با تلاش و کوشش مارتین لوتر کینگ «قانون حقوق مدنی» با هدف رفع تبعیض نژادی به تصویب رسید.
تغییرات بنیادین در قوانین نژادی در دوران حکومت دموکرات‌ها در دهه ۱۹۶۰حاصل شد. جان اف کندی و جانشینش، لیندون جانسون گام‌های بلندی را برای فائق آمدن بر معضل تاریخی نژادی در ایالات متحده آمریکا برداشتند. این تحولات سبب شد جناح محافظه کار که همچنان بر اصالت نژادی فرهنگ آنگلو – پروتستانی سفید پوستان پافشاری می‌کرد، هم قسم شود و جنگ ایدئولوژیکی علیه لیبرال‌ها را آغاز کند.
اگرچه جمهوری‌خواهان در زمان حضور خود در کاخ سفید برخی از اقدامات کم سابقه نظیر انتخاب نخستین زن عضو دیوان‌عالی فدرال یا نخستین وزیر خارجه سیاه‌پوست را در کارنامه خود به ثبت رسانده‌اند، اما هنوز لایه‌های اصلی این حزب به‌خصوص در ایالت‌های جنوبی برطبل جدایی نژادی می‌کوبند. در سوی دیگر این تعارض نژادی، لیبرال‌ها به ویژه جناح چپ آن قویاً از حقوق رنگین پوستان حمایت می‌کنند. به اعتقاد برخی از لیبرال‌ها، رفع نابرابری نژادی در آمریکا نمی‌تواند حقوق پایمال شده تاریخی سیاهپوستان را تأمین کند. از این رو حامیان حقوق رنگین پوستان، نظریه Affirmative Action یا «تبعیض مثبت» را مطرح کرده‌اند. بر اساس این نظریه، آفریکن – آمریکن‌ها (اصطلاحی برای نام بردن سیاهپوستان) باید از مزایای بیشتری در مقایسه با سفید پوستان در زمینه آموزش و تحصیل بر خوردار باشند. در حال حاضر برخی از دانشگاه‌های آمریکا از جمله دانشگاه میشیگان برای دانشجویان تازه‌وارد سیاه‌پوست امتیازات بیشتری قائل هستند. در سال ۲۰۰۳ چالش عمیقی میان لیبرال‌های طرفدار تبعیض مثبت و دولت محافظه کار جورج بوش در خصوص نظام سهمیه بندی دانشگاه‌ها از جمله در دانشگاه شیکاگو بروز کرد. اما از آنجا که تبعیض مثبت بر اساس حکم تاریخی دیوانعالی فدرال در ۲۵ سال پیش به تصویب رسیده‌است، تلاش محافظه کاران برای لغو امتیازات دانشجویان سیاه‌پوست به نتیجه نرسید.

## شخصیت‌های مبارزه‌گر با تبعیض نژادی
- مارتین لوتر کینگ
- ملکوم ایکس